# 阮福澤
右郡公阮福澤（越南语：／；1563年後？—？），廣南阮主第一代領袖阮潢的第八子。
阮福澤生母為無考，成長後任職掌奇，後來以軍功封右郡公。永祚二年（1620年），阮福澤和哥哥阮福洽陰謀推翻文王阮福源，並連絡鄭主鄭梉作內應，約定事成後分割其土。鄭梉派都督阮啓率五千人屯兵日麗海口為接應，但掌奇阮福宣（阮河之子）搗破其陰謀，就與阮福洽佔據愛子庫叛亂。阮福宣平定叛亂，捉拿阮福澤和阮福洽獻給阮福源囚禁，最終死在獄中，無後。